# Bindi Bindi
Bindi Bindi is een plaats in de regio Wheatbelt in West-Australië.

## Geschiedenis
Ten tijde van de Europese kolonisatie leefden de Juat Nyungah in de streek.
In 1846 werd de eerst pastorale lease in de streek toegekend. In 1925 werd een nevenspoor langs de spoorweg tussen Piawanning en Miling aangelegd. Het werd naar een hofstede genoemd die er al jaren het centrum van de streek vormde, de 'Bindi Bindi Homestead'. Er werd een winkel met telefoonvoorzieningen geopend. In 1928 opende een school. In de jaren 1940 vestigden zich ten gevolge van Soldier Settlement Schemes meer mensen in de streek waardoor in 1952 door minister van onderwijs John Tonkin een nieuw schoolgebouw werd geopend.
In 1947 werd het dorp Bindi Bindi gesticht en vernoemd naar het nevenspoor van de Western Australian Government Railways. De naam is oorspronkelijk afkomstig van de Aborigines en zou naar een "stok" of "pin" waarmee een mantel wordt dichtgehouden hebben verwezen. De verdubbeling duidt op een meervoud. Het postkantoor werd in de jaren 1950 in de winkel met de telefoonvoorzieningen ondergebracht.

## 21e eeuw
Bindi Bindi maakt deel uit van het lokale bestuursgebied (LGA) Shire of Moora, een landbouwdistrict. Het is een verzamel- en ophaalpunt voor de oogst van de graanproducenten uit de streek die bij de Co-operative Bulk Handling Group aangesloten zijn. In 2021 telde Bindi Bindi 59 inwoners.

## Transport
Bindi Bindi ligt langs de Great Northern Highway. Het ligt 209 kilometer ten noorden van Perth, 49 kilometer ten zuidwesten van Pithara en 43 kilometer ten oosten van Moora.
De spoorweg die door Bindi Bindi loopt maakt deel uit van het goederenspoorwegnetwerk van Arc Infrastructure.